# Windows 10 Mobile
Windows 10 Mobile inačica je Microsoftovog  operacijskog sustava Windows 10 prilagođena uređajima sa zaslonima manjim od 8 inča. Windows 10 Mobile nasljednik je  Windows Phonea 8.1.
Windows 10 Mobile teži boljoj povezanosti s Windowsom 10 na računalima. U odnosu na Windows Phone 8.1 i Windows 8.1, Windows 10 Mobile može sinkronizirati više vrsta sadržaja i postavki s Windowsom 10. Aplikacije razvijane za Windows 10 lakše se mogu prilagoditi radu na Windowsu 10 Mobile.
Windows 10 Mobile omogućuje i povezivanjem uređaja s podržanim hardverom na vanjski zaslon kako bi dobili iskustvo slično onom na punokrvnom računalu.
Windows 10 Mobile, ovisno o proizvođaču i operateru, će biti dostupan svim uređajima s Windows Phoneom 8.1 iako će neke mogućnosti ovisiti o hardveru.
Prvi build Windowsa 10 Mobile postao je dostupan developerima s određenim Lumia modelima 12. veljače 2015. Prvi smartphone kojeg nije proizvela Nokia ili Microsoft, a koji podržava testnu inačicu Windowsa 10 Mobile jest HTC One M8 for Windows.
Iako je najavljeno da će Windows 10 izaći 29. srpnja 2015., zbog sporijeg razvijanja, Windows 10 Mobile je izašao 20. studenog 2015.

## Povijest razvoja
Proces ujedinjavanja Microsoftovih operacijskih sustava započeo je već 2012. izlaskom  Windows Phonea 8 koji je napustio arhitekturu Windows CE i okrenuo se  Windowsu NT kojeg koristi Windows 8. Na Microsoftovoj konferenciji Build 2014. godine, Satya Nadella najavio je takozvane univerzalne aplikacije - aplikacije čije će mobilne varijante i varijante za stolna računala dijeliti većinu programskog kôda.
Microsoft je prvi put predstavio Windows 10 javnosti 30. rujna 2014. Terry Myerson iz Microsofta najavio je kako će Windows 10 biti ujedinjen operacijski sustav za pametne telefone, tablete,  računala, Xbox i ostale uređaje. Windows 10 Mobile prvi puta je javno predstavljen tijekom konferencije za novinare Windows 10: Novo poglavlje 21. siječnja 2015. Za razliku od prethodnih inačica Windows Phonea, Windows 10 Mobile dostupan je i za male tablete i tako de facto nasljediti i neslavni Windows RT. Uređaji s Windowsom RT dobili su posebno ažuriranje koje donosi neke mogućnosti predstavljene u sustavu Windows 10.
Tijekom Builda 2015, Microsoft je najavio kako će olakšati portanje  Android i iOS aplikacija na Windows 10 i Windows 10 Mobile. U operacijski sustav bilo je planirano ugraditi i runtime okružje kodnog imena Astoria koje će implementirati većinu API-ja Androida 4.4 KitKat koje će prevoditi u ekvivalentne API-je Windowsa 10 i tako olakšati portanje i pokretanje Android aplikacija. Androdi aplikacije će se moći objaviti na Windows Storeu u APK obliku svojstvenom za Android. Ali postoje i određena ograničenja, pa će aplikacije kojima je potrebna dublja integracija s pozadinskim procesima naići na određene probleme.

## Hardverski zahtjevi
Hardverski zahtjevi Windowsa 10 Mobile slični su hardverskim zahtjevima Windows Phonea 8, iako postoje razlike.
| Komponenta         | Minimalno                  | Napomene |
| ------------------ | -------------------------- | --- |
| Rezolucija zaslona | 800x480 piksela            | 854x480 piksela za virtualne tipke |
| RAM                | 512 MB 1 GB 2 GB 3 GB 4 GB | Rezolucija manja od 960×540 Rezolucija veća od 960x540 Rezolucija veća od 1440×900 Rezolucija veća od 2048×1152 Rezolucija veća od 2560×2048 |